# Romeries
Romeries är en kommun i departementet Nord i regionen Hauts-de-France i norra Frankrike. Kommunen ligger i kantonen Solesmes som tillhör arrondissementet Cambrai. År 2022 hade Romeries 480 invånare.

## Befolkningsutveckling
Antalet invånare i kommunen Romeries
| Referens: INSEE |